# Lake Lafayette
Lake Lafayette é uma cidade localizada no estado americano de Missouri, no Condado de Lafayette.

## Demografia
Segundo o censo americano de 2000, a sua população era de 346 habitantes.
Em 2006, foi estimada uma população de 373, um aumento de 27 (7.8%).

## Geografia
De acordo com o United States Census Bureau tem uma área de
2,0 km², dos quais 1,7 km² cobertos por terra e 0,3 km² cobertos por água.

## Localidades na vizinhança
O diagrama seguinte representa as localidades num raio de 24 km ao redor de Lake Lafayette.